# Boccia op de Paralympische Zomerspelen 1992

Boccia was een van de sporten op het programma van de Paralympische Zomerspelen van 1992 in Barcelona, Spanje.

## Deelnemende landen
| - Australië - België - Canada - Denemarken | - Groot-Brittannië - Ierland - Koeweit - Portugal | - Spanje - Verenigde Staten - Zuid-Korea |

## Individueel

### C1
| Plaats | Land | Sporter          |
| ------ | ---- | ---------------- |
| 1      | ESP  | Antonio Cid      |
| 2      | USA  | James Thomson    |
| 3      | DEN  | Henrik Jorgensen |

### C2
| Plaats | Land | Sporter        |
| ------ | ---- | -------------- |
| 1      | KOR  | Jin Woo Lee    |
| 2      | POR  | Fernando Costa |
| 3      | KOR  | Shin Hyuk Lim  |

## Trio's

### C1-C2
| Plaats | Land | Sporters                                                         |
| ------ | ---- | ---------------------------------------------------------------- |
| 1      | ESP  | Manuel Fernandez Daniel Outeiro Juan Tellechea Antonio Cid       |
| 2      | DEN  | Henrik Jorgensen Mansoor Siddiqi Lone Bak-Pedersen Tove Jacobsen |
| 3      | IRL  | Martin McDonagh Thomas Leahy Jason Kearney William Johnston      |

Atletiek · Bankdrukken · Basketbal · Boogschieten · Boccia · CP-voetbal · Gewichtheffen · Goalball · Judo · Schermen · Schietsport · Tafeltennis · Tennis · Volleybal · Wielersport · Zwemmen
New York & Stoke Mandeville 1984 · 
Seoel 1988 · 
Barcelona 1992 · 
Atlanta 1996 · 
Sydney 2000 · 
Athene 2004 · 
Peking 2008 · 
Londen 2012 · 
Rio de Janeiro 2016 · 
Tokio 2020 ·
Parijs 2024 ·  
Los Angeles 2028